# Schmalspurbahn Eisfeld–Schönbrunn
| Kursbuchstrecke (DB): | 190g (1944–1967)        |                                    |                        |
| Kursbuchstrecke: | 165c (1939) 164f (1934) |                                    |                        |
| Streckenlänge: | 17,8 km                 |                                    |                        |
| Spurweite: | 1000 mm (Meterspur)     |                                    |                        |
| Maximale Neigung: | 26 ‰                    |                                    |                        |
| Minimaler Radius: | 75 m                    |                                    |                        |
| |                         |                                    |                        |
| \| \| 0,00 \| Eisfeld Übergang zur Werrabahn \| 437,43 m \| \| \| \| Werra \| \| \| \| 1,78 \| Eisfeld Stadt \| 456,50 m \| \| \| 5,81 \| Brünn (Thür.) \| 437,43 m \| \| \| 8,13 \| Brattendorf \| 443,10 m \| \| \| 8,95 \| Brattendorf-Porzellanfabrik \| 460,17 m \| \| \| 9,60 \| Rother Haag (bis 1922) \| Rother Haag (bis 1922) \| \| \| 11,00 \| Schwarzbach (Kr. Hildbghsn.) \| 494,71 m \| \| \| \| \| \| \| \| 14,41 \| Biberau bis 1950 Lichtenau (Thür.) \| 422,00 m \| \| \| 17,82 \| Schönbrunn bis 1950 Unterneubrunn \| 451,87 m \| |                         |                                    |                        |
| Kopfbahnhof Streckenanfang (Strecke außer Betrieb) | 0,00                    | Eisfeld Übergang zur Werrabahn     | 437,43 m               |
| Brücke über Wasserlauf (Strecke außer Betrieb) |                         | Werra                              | Werra                  |
| Haltepunkt / Haltestelle (Strecke außer Betrieb) | 1,78                    | Eisfeld Stadt                      | 456,50 m               |
| Bahnhof (Strecke außer Betrieb) | 5,81                    | Brünn (Thür.)                      | 437,43 m               |
| Bahnhof (Strecke außer Betrieb) | 8,13                    | Brattendorf                        | 443,10 m               |
| Haltepunkt / Haltestelle (Strecke außer Betrieb) | 8,95                    | Brattendorf-Porzellanfabrik        | 460,17 m               |
| Haltepunkt / Haltestelle (Strecke außer Betrieb) | 9,60                    | Rother Haag (bis 1922)             | Rother Haag (bis 1922) |
| Bahnhof (Strecke außer Betrieb) | 11,00                   | Schwarzbach (Kr. Hildbghsn.)       | 494,71 m               |
| Kulminations-/Scheitelpunkt (Strecke außer Betrieb) |                         |                                    |                        |
| Bahnhof (Strecke außer Betrieb) | 14,41                   | Biberau bis 1950 Lichtenau (Thür.) | 422,00 m               |
| Kopfbahnhof Streckenende (Strecke außer Betrieb) | 17,82                   | Schönbrunn bis 1950 Unterneubrunn  | 451,87 m               |

Die Schmalspurbahn Eisfeld–Schönbrunn war eine knapp 18 Kilometer lange Eisenbahnstrecke, die Eisfeld mit dem nördlich gelegenen mittleren Schleusetal verband. Weil die Endstation im Schleusegrund lag, wurde die Eisenbahnlinie in der Bevölkerung auch „Gründerla“ genannt.

## Geschichte

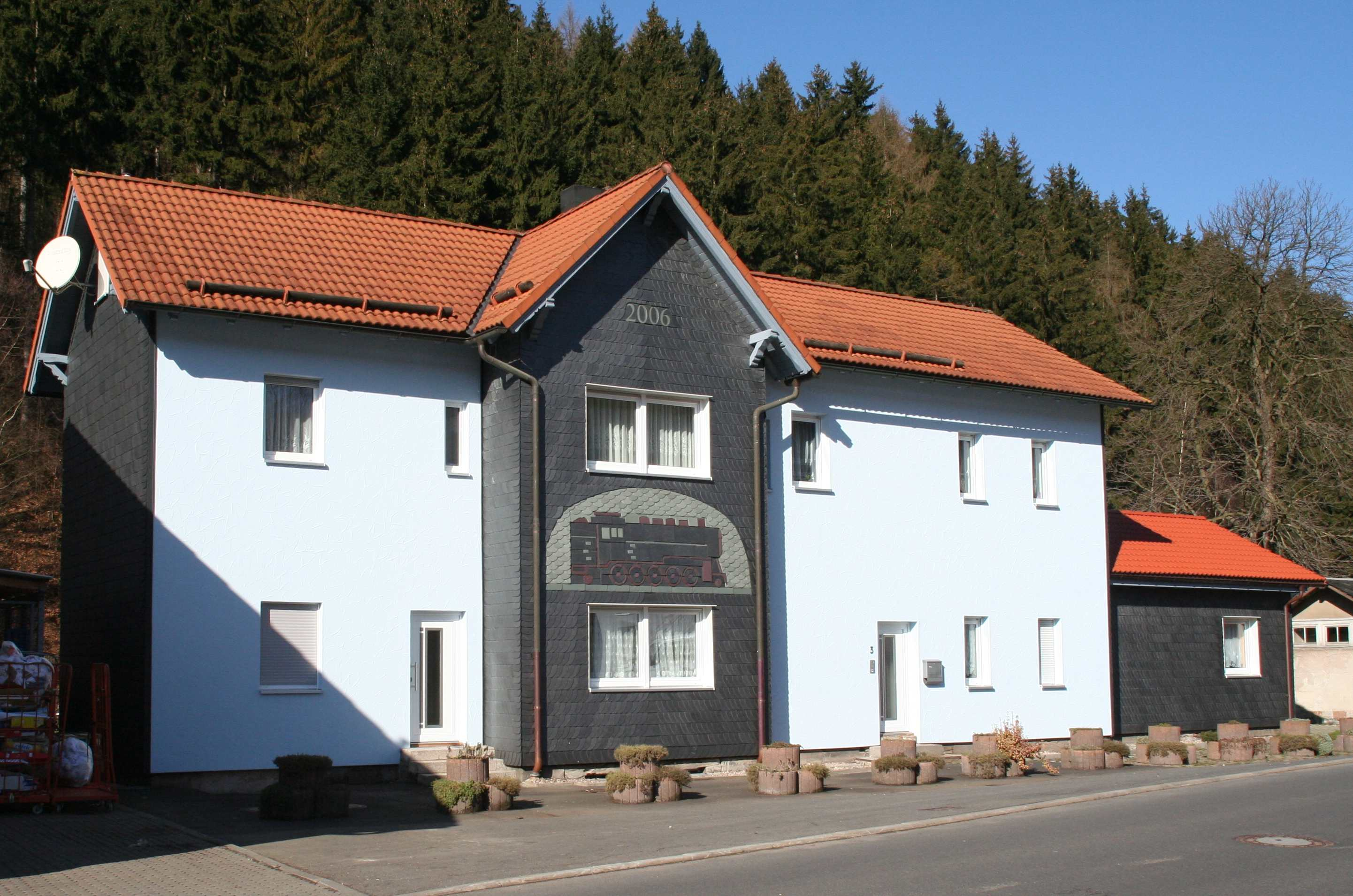
Ehemaliges Empfangsgebäude Schönbrunn

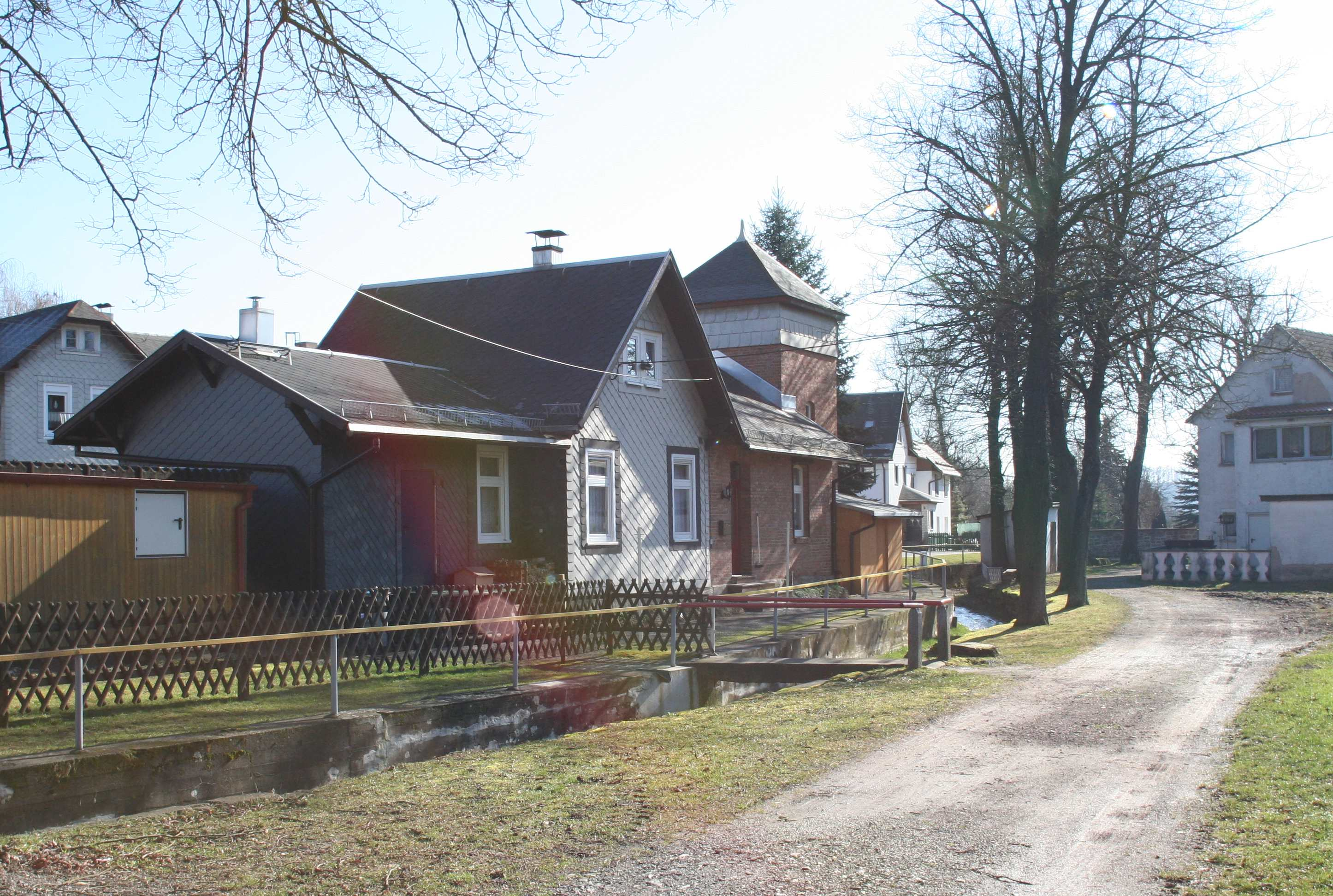
Ehemaliges Empfangsgebäude Brattendorf

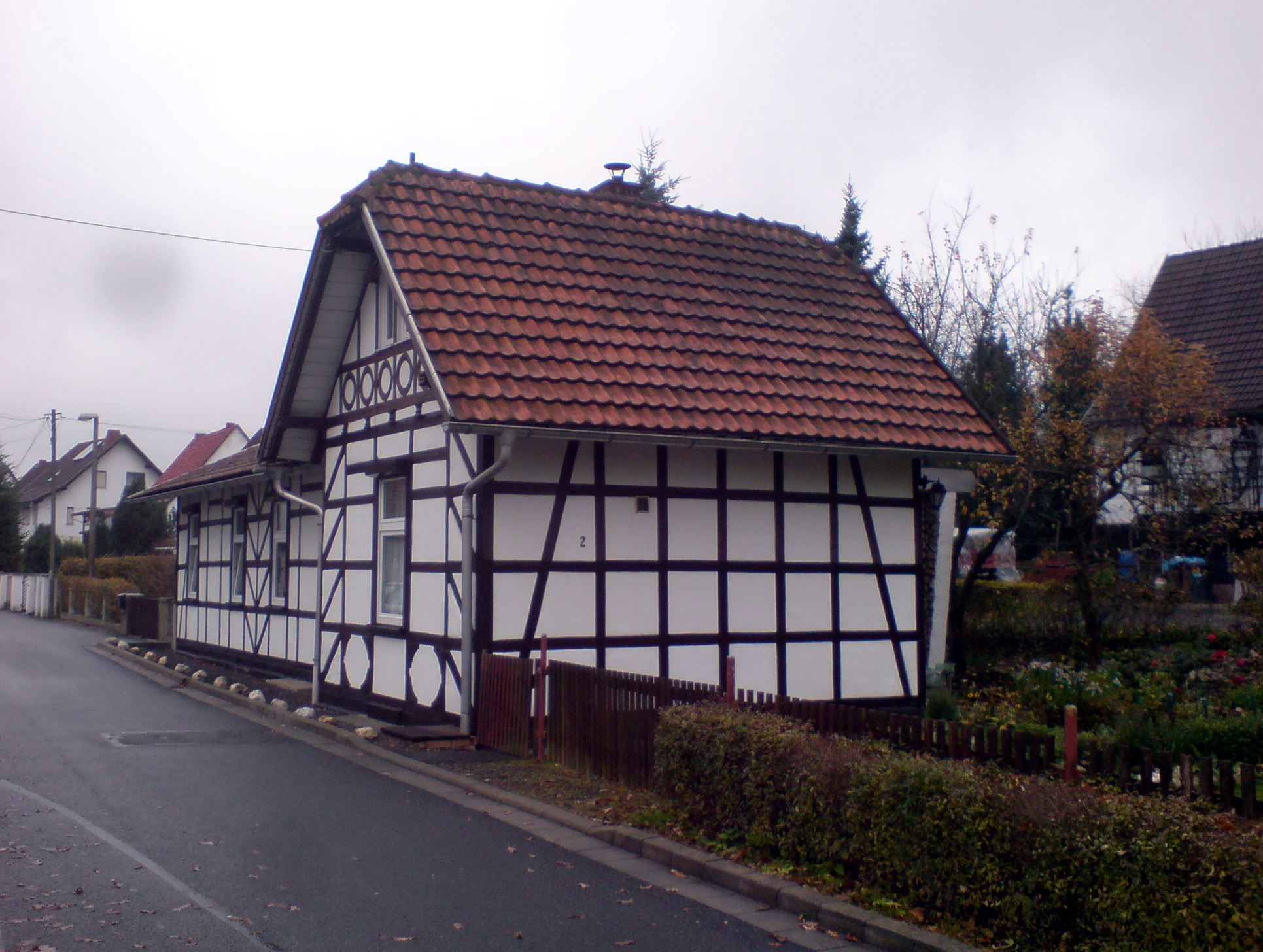
Dieses Gebäude an der Straße Am Thomasberg war Empfangsgebäude des Haltepunktes Eisfeld – Stadt

Die Lokalbahn war eine „Meiningsche Staatsbahn“, da die Baukosten in Höhe von 625.000 Mark zum größten Teil durch das Herzogtum Sachsen-Meiningen finanziert wurden. Der Bau und Betrieb der Bahn erfolgte gemäß einem Vertrag vom 16. Juni 1886 durch die Lokalbahnbau- und Betriebs-Gesellschaft der Baufirma Hostmann & Co aus Hannover. Die Inbetriebnahme der Gesamtstrecke von Eisfeld zu dem damaligen Unterneubrunn erfolgte am 1. Mai 1890. Wohl im Winter 1890/91 übernahm Vering & Waechter die Betriebsführung. Die gesamte Bahn ging am 27. Mai 1895 durch Kauf in preußisches Staatseigentum über, die Staatseisenbahn führte seitdem auch den Betrieb. Ab 1920 war sie Teil des Netzes der Deutschen Reichsbahn und gehörte zur Reichsbahndirektion Erfurt. 1945 wurde neben anderen Bahnanlagen auch die Werrabrücke bei Eisfeld gesprengt. Die Schmalspurzüge wurden nach Kriegsende über die Brücke der Werratalbahn geführt, bis 1950 die alte Brücke wiederhergestellt war. Ab April 1946 wurde die Strecke auf sowjetischem Befehl von Unterneubrunn ausgehend demontiert. Bei Streckenkilometer 13,06 kamen die Arbeiten durch Intervention der Anlieger zum Stehen, der sowjetische Befehl wurde aufgehoben und die Strecke durfte wieder aufgebaut werden.
Unzureichender Streckenunterhalt führte am 23. September 1967 zur Einstellung der Personenzugverkehrs. Am 1. Dezember 1970 wurde die Strecke in ein Streckenrangiergleis mit drei Rangierbezirken umgewandelt. Der Güterzugverkehr wurde am 31. März 1973 eingestellt. Der Streckenrückbau war im April 1974 abgeschlossen.

## Strecke

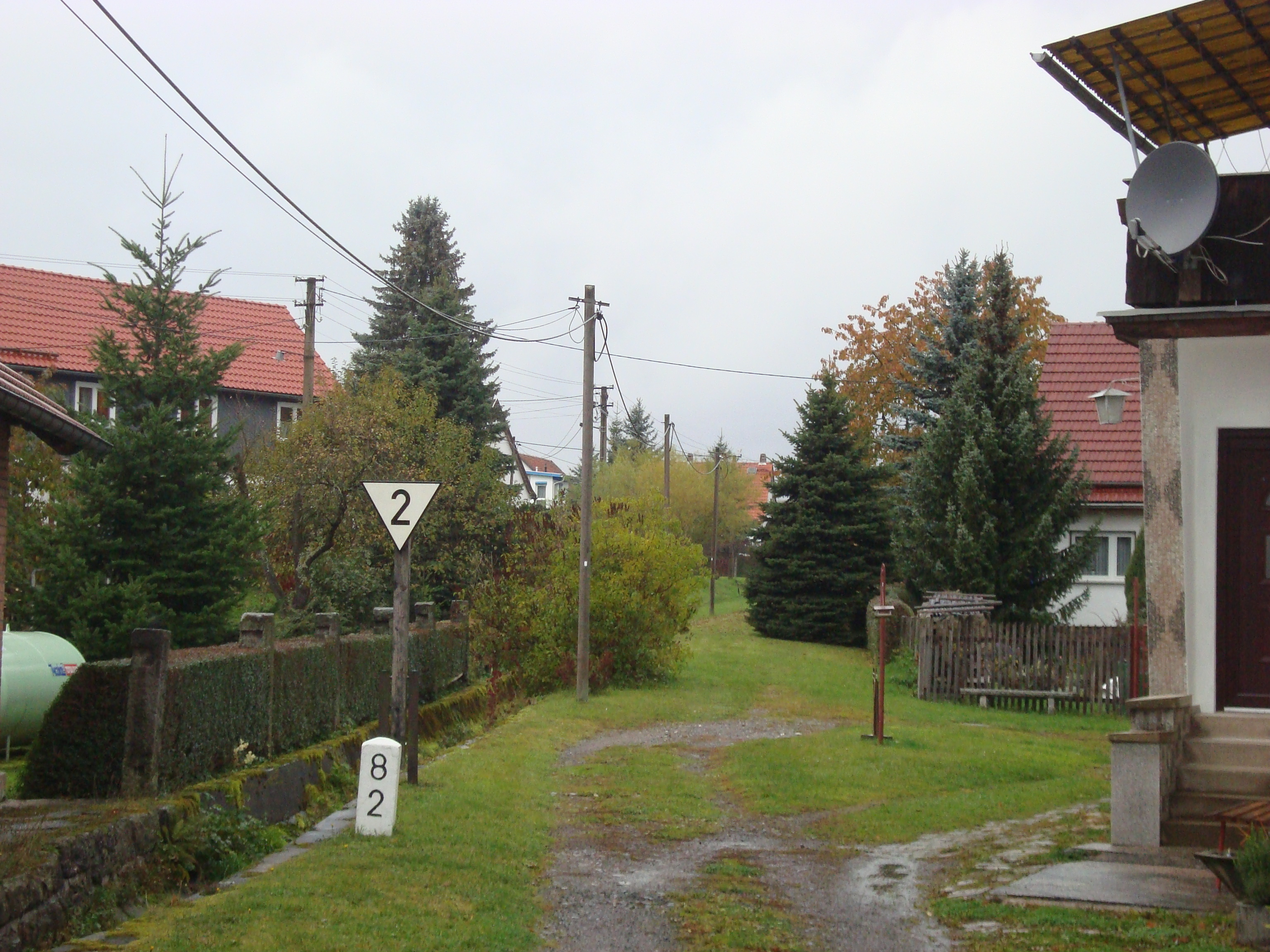
Bahnstrecke durch Brattendorf

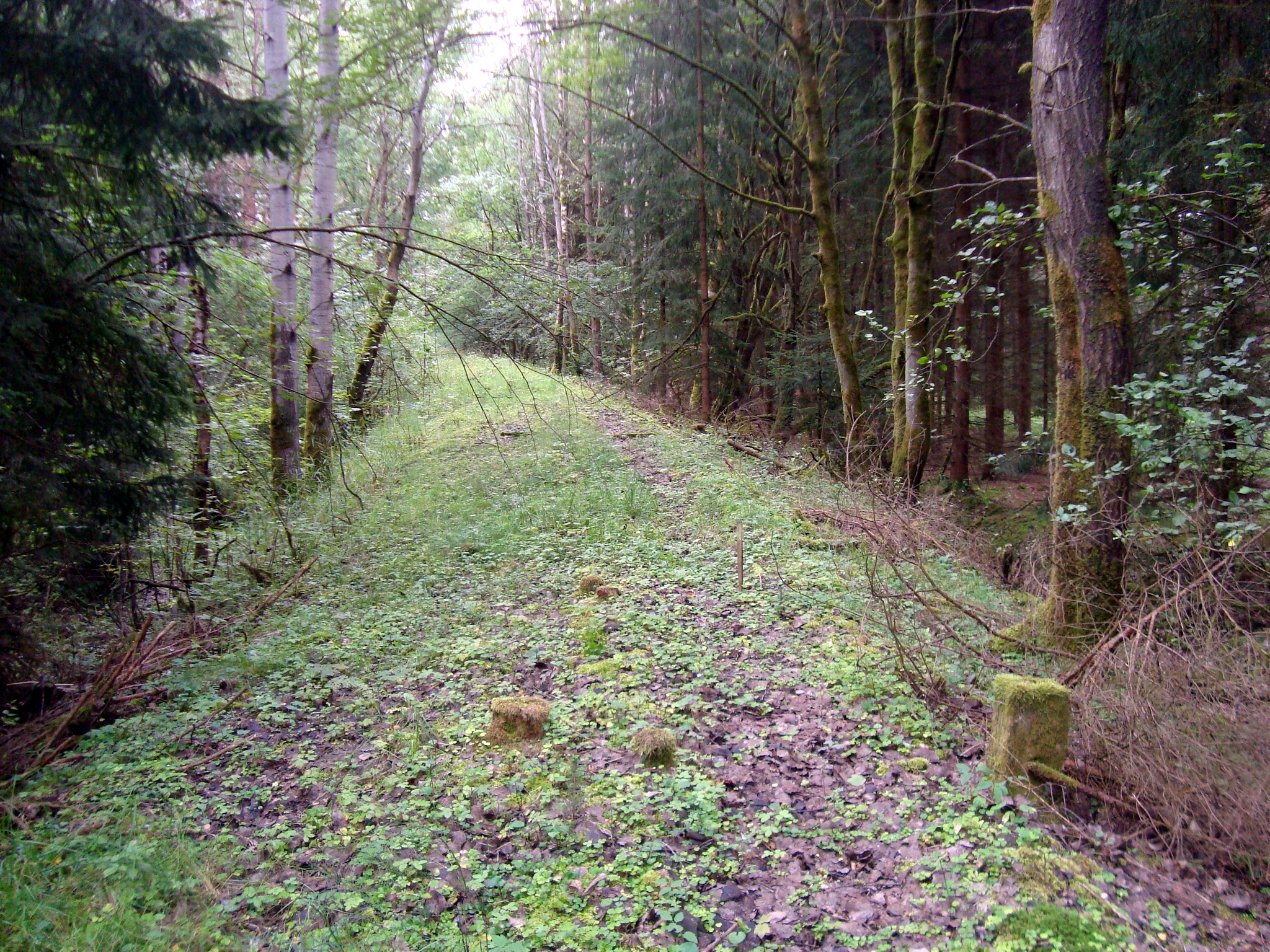
Bahndamm im Waldgebiet vor Schwarzbach aus Richtung Waldau

Die Endstation der Schmalspurbahn lag auf der nördlichen Seite des Bahnhofes der Werrabahn in Eisfeld, im Bereich des heutigen Vorplatzes. Die Strecke verlief anfangs parallel zur Hauptbahn, mit der sie auf einer verbreiterten Brücke die Werra überquerte. Danach knickte die Bahnlinie Richtung Norden ab und umfuhr im Westen Eisfeld parallel zur Hildburghäuser Straße. Anschließend schwenkte die Trasse Richtung Nord-Westen. Am Ortsausgang Eisfeld kreuzte die Bahn erstmals die Schleusinger Straße. Eine zweite Kreuzung erfolgte nur wenige hundert Meter darauf. Dem Waisagrund folgend querte die Bahn vor Brünn, welches nördlich umfahren wurde, ein drittes Mal die Schleusingerstraße. Der vierte Bahnübergang der Schleusinger Straße lag am Ortseingang Brattendorf. In Brattendorf verlief die Trasse abschnittsweise bis zur Porzellanfabrik parallel zur Schleusingerstraße, ehe diese ein fünftes und letztes Mal passiert wurde. Die Strecke knickte in Richtung Norden ab und durchquerte südlich der Straße Brattendorf–Schwarzbach ein Waldgebiet. Der Bahnhof Schwarzbach war mit 494,71 m ü. NN die höchste Station der Strecke und lag am östlichen Rand der Gemeinde. Der folgende Abschnitt mit dem Abstieg ins Tal der Schleuse endete in Biberau. Dort verlief die Strecke größtenteils im Bereich der Straße. Bis Schönbrunn folgte die Schmalspurbahn der Schleuse, obwohl technisch aufwändiger, nur auf deren linker Seite, da das rechte Ufer zum preußischen Landkreis Schleusingen gehörte.

## Verkehr
Auf der Strecke verkehrten anfangs drei Reisezugpaare täglich, ab 1938 vier und nach 1957 meist drei Zugpaare. Die Fahrzeit betrug zuerst ungefähr 90 Minuten und im Jahr 1944 etwa eine Stunde. Besonders für den Güterverkehr war die Bahnstrecke bedeutsam. Von Anfang an wurde dabei normalspurige Wagen mit Rollböcken befördert. 1926 wurde auf den Betrieb mit Rollwagen umgestellt, bis Betriebseinstellung war damit aber nur der Transport zweiachsiger Normalspurwagen zugelassen. Mit Vorspann wurden dabei in den 1950er Jahren Güterzüge mit bis zu 440 t Gesamtlast gefahren. 1970 verkehrten meist vier Güterzüge täglich.
Güterkunden waren unter anderem die Glasfabriken in Schönbrunn und Biberau, die Porzellanfabrik in Brattendorf, eine Ziegelei in Rother Haag und eine Metallweberei in Brünn.

## Triebfahrzeuge

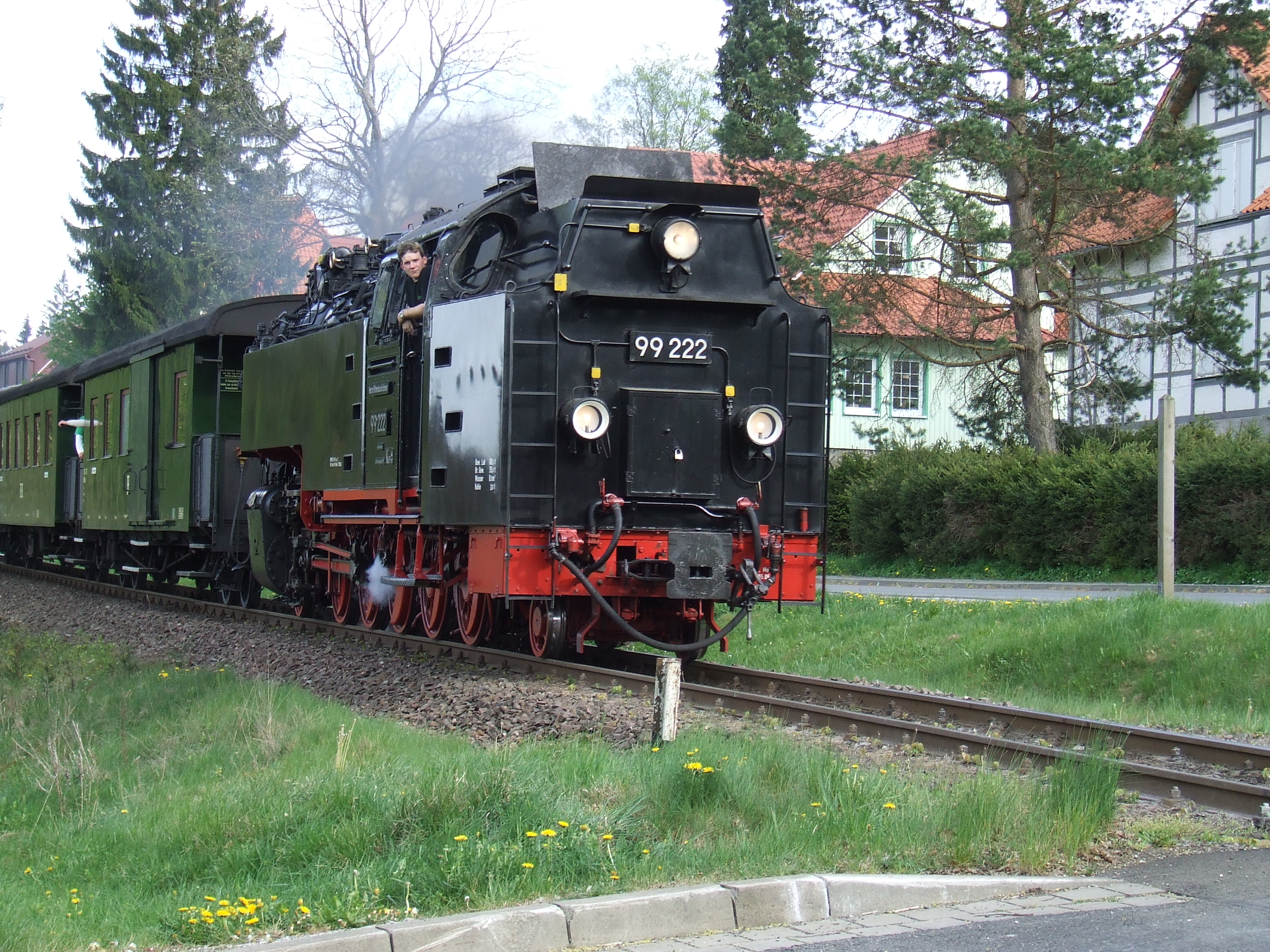
Die ehemalige Stammlok 99 222

Als Lokomotiven kamen zuerst zwei Lokomotiven zum Einsatz, die später als Gattung pr. T 31.1 bezeichnet wurden, es folgten später unter anderem die Gattung pr. T 33 und pr. T 40-Nachbauten. 1930/31 wurden extra für die Strecke drei Einheitslokomotiven der DR-Baureihe 99.22 gebaut. Nach dem Zweiten Weltkrieg kamen neben der verbliebenen 99 222 (die anderen beiden Lokomotiven dieses Typs waren 1944 nach Norwegen überstellt worden und von dort nicht zurückgekehrt) auch Neubaulokomotiven der Baureihe 99.23–24 zum Einsatz. Bei Betriebseinstellung waren noch die Lokomotiven 99 231, 235, 236 und 237 im Einsatz. Diese wurden zur Harzquerbahn abtransportiert.
Alle Fahrzeuge, mit Ausnahme der Rollwagen, wurden mit der automatischen Janney-Kupplung gekuppelt. In Deutschland wurde dieser Kupplungstyp nur bei den Schmalspurbahnen Eisfeld–Schönbrunn und Hildburghausen–Lindenau-Friedrichshall verwendet. Erst nach Einstellung des Personenverkehrs wurden die Triebfahrzeuge, mit Ausnahme der 99 237, mit einem herkömmlichen Mittelpuffer mit Steckbolzen versehen, um das Kuppeln mit den Rollwagen zu erleichtern.

## Relikte

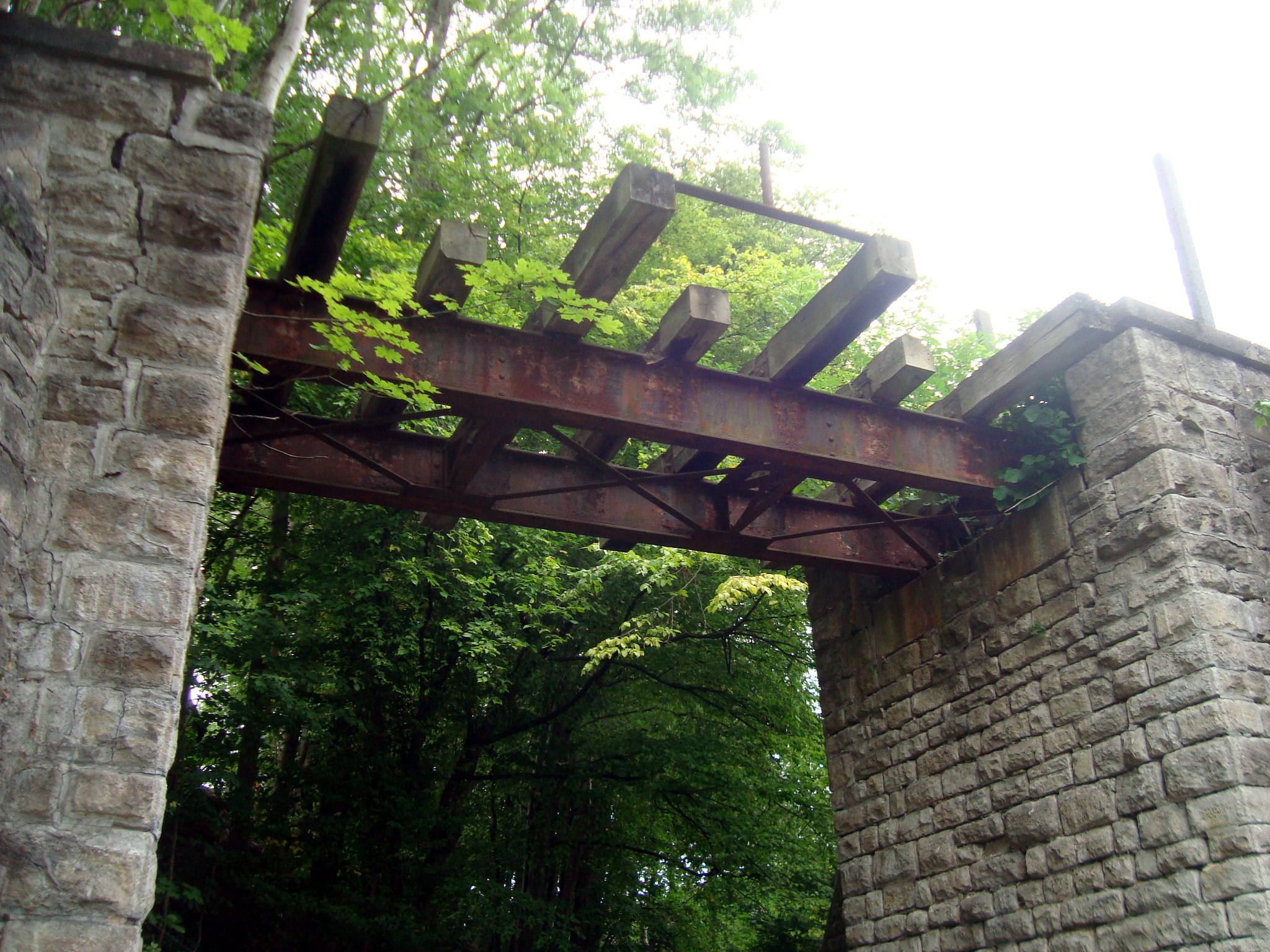
Brücke in Eisfeld über die Bergstraße

Der Verlauf der Bahnstrecke ist größtenteils noch immer gut erkennbar. Jedoch gibt es Stellen, wo alles entfernt oder überbaut wurde. Durch den Neubau der Bundesstraße B 89 und den Abriss aller Bahnanlagen samt Heizhaus und Empfangsgebäude vor und neben dem Regelspurbahnhof Eisfeld sind die meisten Reste der Bahn beseitigt wurden. Im Westen Eisfelds verläuft 2011 die Straße Am Thomasberg auf der Trasse der Bahn. Einige Kilometersteine, das Empfangsgebäude des Haltepunktes Eisfeld-Stadt und die Stahlträgerbrücke über die Bergstraße sind erhalten. Nach Überquerung der Schleusinger Straße sind durch den Neubau der B 4, heute Landesstraße 3004, B 281 und der B 73 keine Spuren mehr sichtbar. In Brünn ist die Trasse ab dem am Ortseingang gelegenen, nun bewohnten Bahnhof noch vorhanden und wird fortan als Radweg bis Brattendorf genutzt; eine kleinere Brücke blieb stehen. In Brattendorf sind der Bahnhof, ein paar Prellsteine, Kilometersteine und ein Geschwindigkeitsvoranzeiger erhalten geblieben. Im weiteren Verlauf führt ein Rad- und Fußgängerweg auf der Trasse.
Am Haltepunkt Brattendorf-Porzellanfabrik ist die Bahnsteigkante erkennbar. Im Waldgebiet ab dem Haltepunkt Roter Haag bis nach Schwarzbach ist der Bahndamm erhalten geblieben und mäßig bewachsen, teils befahrbahr. Der Bahnhof Schwarzbach ist heute ein Wohngebäude. Durch das Waldgebiet ab Schwarzbach bis Waldau ist die Streckentrasse in einem guten Zustand. Wenig Bewuchs, intakte Wasserdurchlässe, einige Kilometersteine und Bahnschotter sind vorzufinden. In Biberau sind bis auf eine kleine Brücke keine Spuren vorhanden. Bahngebäude und Bahnsteige wurden im Zuge der Kreuzungsneugestaltung komplett entfernt. Eine kleinere Stahlträgerbrücke, die beim Verlassen Biberaus passiert, wurde demontiert, und die Widerlager sind stark beschädigt. Ab Biberau bis Schönbrunn wird die Trasse als Wanderweg genutzt. Wasserdurchlässe und Stützmauern sind gut erhalten. Im Zuge des Wegbaues wurden die einzig verbliebenen Bahnschwellen entfernt und lagern nun am Rand der ehemaligen Trasse. In Schönbrunn führt heute der Mühlgrabenweg über die einstige Trasse. Vom ehemaligen Bahnhofsgelände sind das Bahnhofsgebäude und das Fundament des Wasserhauses am Ufer der Schleuse erhalten.
Auch mehrere Schmalspurwagen, welche auf dieser Strecke einst zum Einsatz kamen, sind noch in der Sammlung des Eisenbahnvereins „Interessengemeinschaft Hirzbergbahn e. V.“ (IGHB) erhalten, welche in Georgenthal (Thür.) ihren Vereinssitz hat. Dazu gehören der restaurierte zweiachsige Güterzuggepäckwagen Pg 241, gebaut 1890 in der Waggonfabrik Gebr. Hofmann & Co in Breslau, welcher bereits 1932 ausgemustert worden war und als Lagerschuppen in Eisfeld bis April 2002 in einem guten Zustand überdauert hatte.
Des Weiteren restaurieren die Vereinsmitglieder 2024 den vierachsigen Güterzuggepäckwagen 904-101 (ex Erfurt 386, DR 10.296), seine Fertigstellung wird Mai 2025 angestrebt. Vorhanden sind weiter der vierachsige Personenwagen 900-351, 1912 in der Aktien-Gesellschaft für Eisenbahn- & Militärbedarf Weimar gebaut (charakteristisch mit Oberlichtdach). Sein Wagenkasten blieb ohne Drehgestelle in der 1961 modernisierten DR-Umbauversion erhalten. Auch die Wagen Erfurt 141 (DR 10.113, ab 1958 900-306) und Erfurt 347 (10.461) – beide als Wagenkästen im IGHB-Sammlungsbestand – standen bis Ende der 1940er Jahre auf der Eisfelder Strecke im Einsatz.
Ein Rollwagen (DR 99-20-37; 1959 im Waggonbau Niesky gebaut) bereichert seit 2008 ebenfalls die Sammlung. Weitere einst in Eisfeld eingesetzte Rollwagen existieren noch auf dem Netz der Harzer Schmalspurbahnen sowie ein „Besonderer“ in der Sammlung der Selfkantbahn (99-20-53), da er der letzte Vertreter der 1964 im Raw Jena gebauten Serie ist.
Anfang der 1950er Jahre gab die Deutsche Reichsbahn für die stets von den winterlichen Witterungseinflüssen geprägten Strecke Eisfeld–Unterneubrunn den Bau zweier Schneepflüge in Auftrag, welche als 99-20-51 und 99-20-52 eingenummert werden sollten. Da auf der Strecke Gera-Pforten–Wuitz-Mumsdorf ebenfalls ein Schneepflug vonnöten war und letztlich einer für Eisfeld als ausreichend erachtet wurde, gelangte der erste vom Reichsbahnausbesserungswerk sogleich nach Gera-Pforten und erhielt dort die nunmehr netzbezogene Nummer 99-60-54. Sein Torso befindet sich auch in Georgenthal und harrt seiner Wiederherstellung. Die Georgenthaler Sammlung kann jeden Samstag zu den Arbeitseinsätzen von ca. 10:00 bis 16:00 besichtigt werden – die Vereinsfreunde geben gern weitere Auskünfte.

## Gemälde nach historischen Motiven
Der Triebfahrzeugführer und Maler Peter König hat einige Gemälde von typischen Motiven aus der Betriebszeit der Bahnstrecke angefertigt. Diese sind im Forum von Drehscheibe Online zu sehen.